# Steenbreek
Steenbreek (Saxifraga) is een geslacht van ongeveer 440 bekende soorten overblijvende kruiden. Het is daarmee het grootste geslacht in de steenbreekfamilie (Saxifragaceae), die naar dit geslacht vernoemd is.

## Etymologie
De botanische naam Saxifraga is afgeleid van de Latijnse woorden saxum ("steen") en frangere ("breken"; de stam van het werkwoord is frag-) en het achtervoegsel -a dat nomina agentis vormt. De Nederlandse naam, voor het eerst geattesteerd in het Middelnederlands als steenbreke, is daarmee een letterlijke vertaling van de botanische naam. De naam van het geslacht gaat terug op Plinius de Oudere (quia saxa frangit = omdat hij de stenen breekt - iets wat niet juist is).

## Taxonomie
Binnen het geslacht worden soms de volgende secties onderscheiden:
- Saxifraga sect. Ciliatae
- Saxifraga sect. Cotylea
- Saxifraga sect. Cymbalaria
- Saxifraga sect. Gymnopera ('London Pride saxifrages')
- Saxifraga sect. Heterisia
- Saxifraga sect. Irregulares
- Saxifraga sect. Ligulatae ('Silver saxifrages')
- Saxifraga sect. Merkianae
- Saxifraga sect. Mesogyne
- Saxifraga sect. Micranthes
- Saxifraga sect. Odontophyllae
- Saxifraga sect. Porphyrion
- Saxifraga sect. Saxifraga ('Mossy saxifrages')
- Saxifraga sect. Trachyphyllum
- Saxifraga sect. Xanthizoon

Een aantal soorten in dit geslacht zijn:

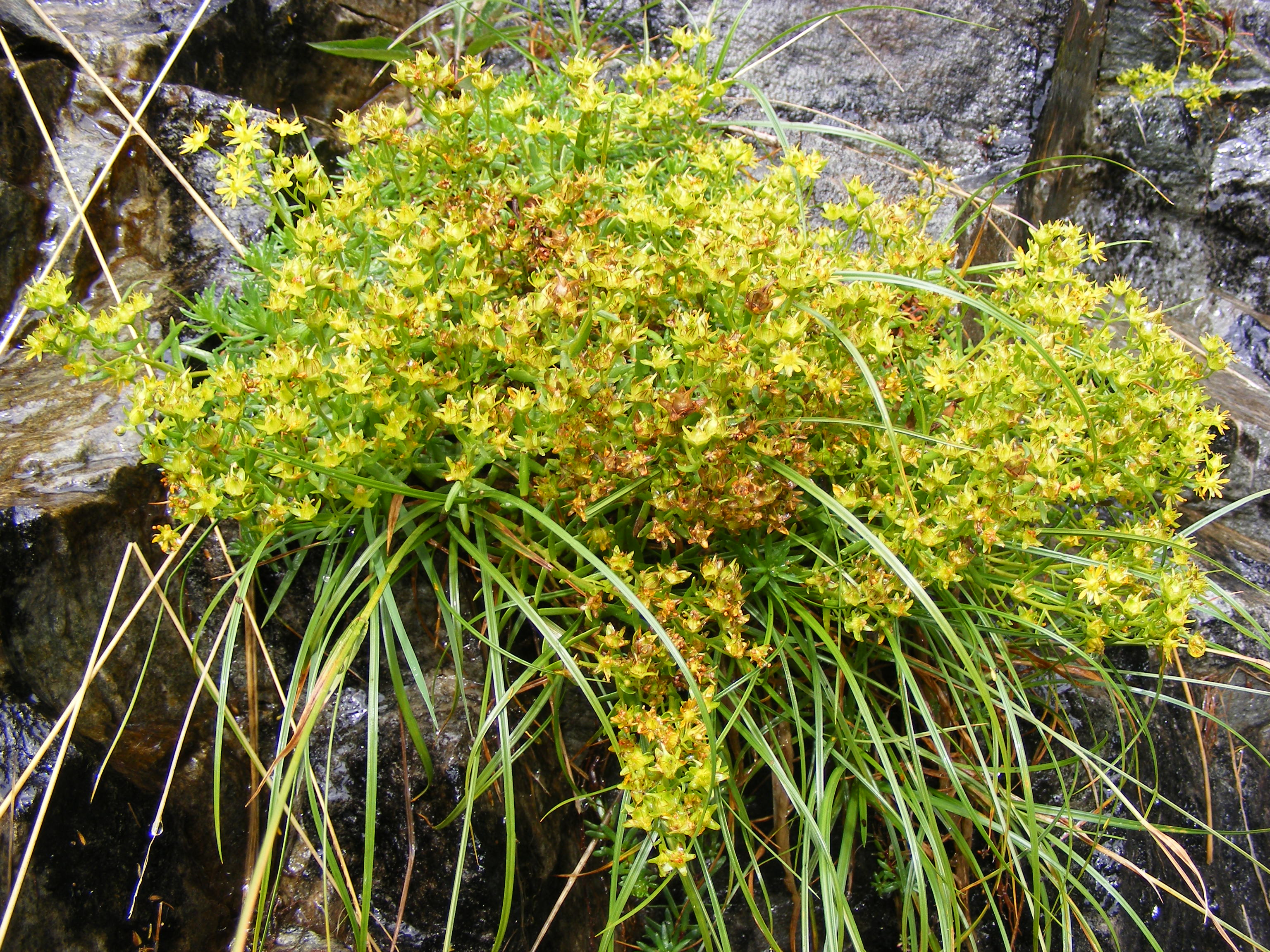
Saxifraga aizoides - Gele bergsteenbreek
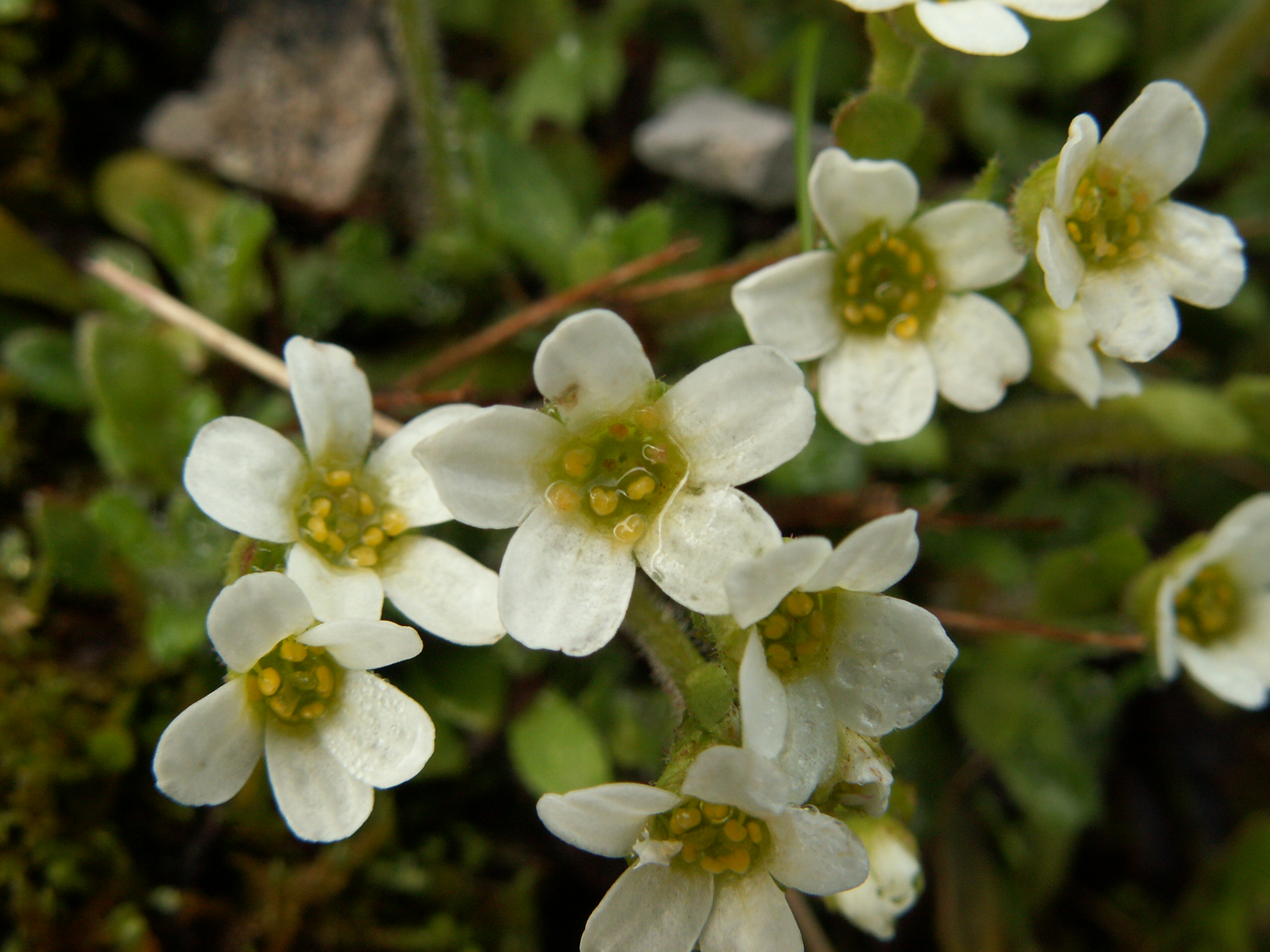
Saxifraga androsacea - Mannschild steenbreek
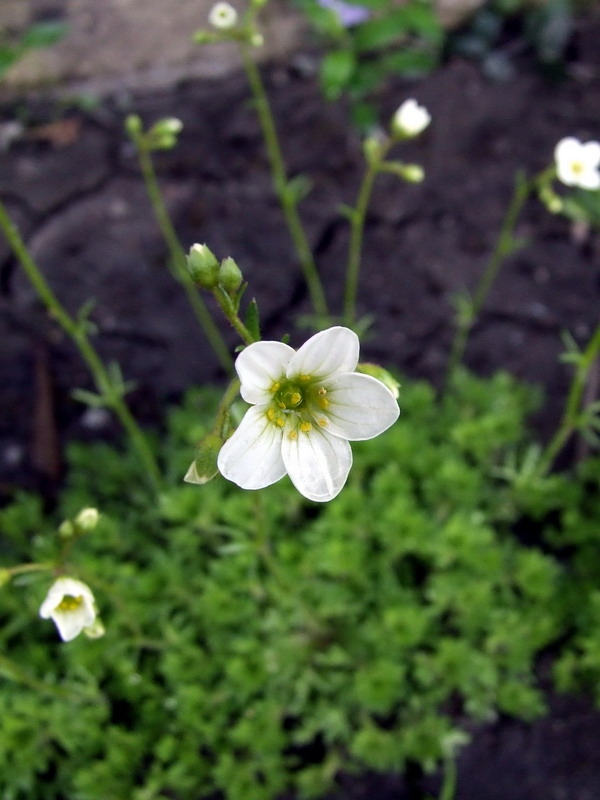
Saxifraga aphylla - Kussensteenbreek
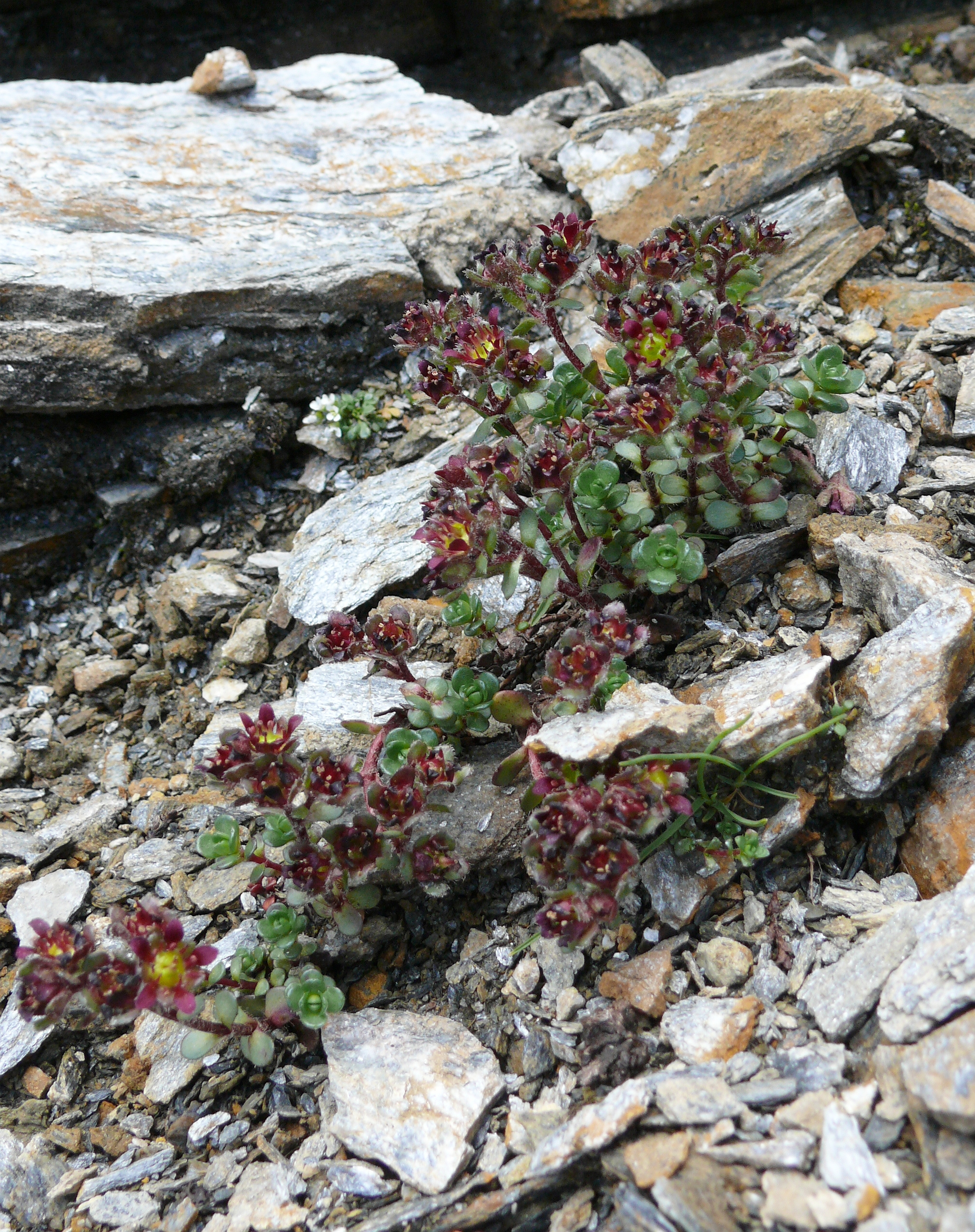
Saxifraga biflora - Tweebloemige steenbreek
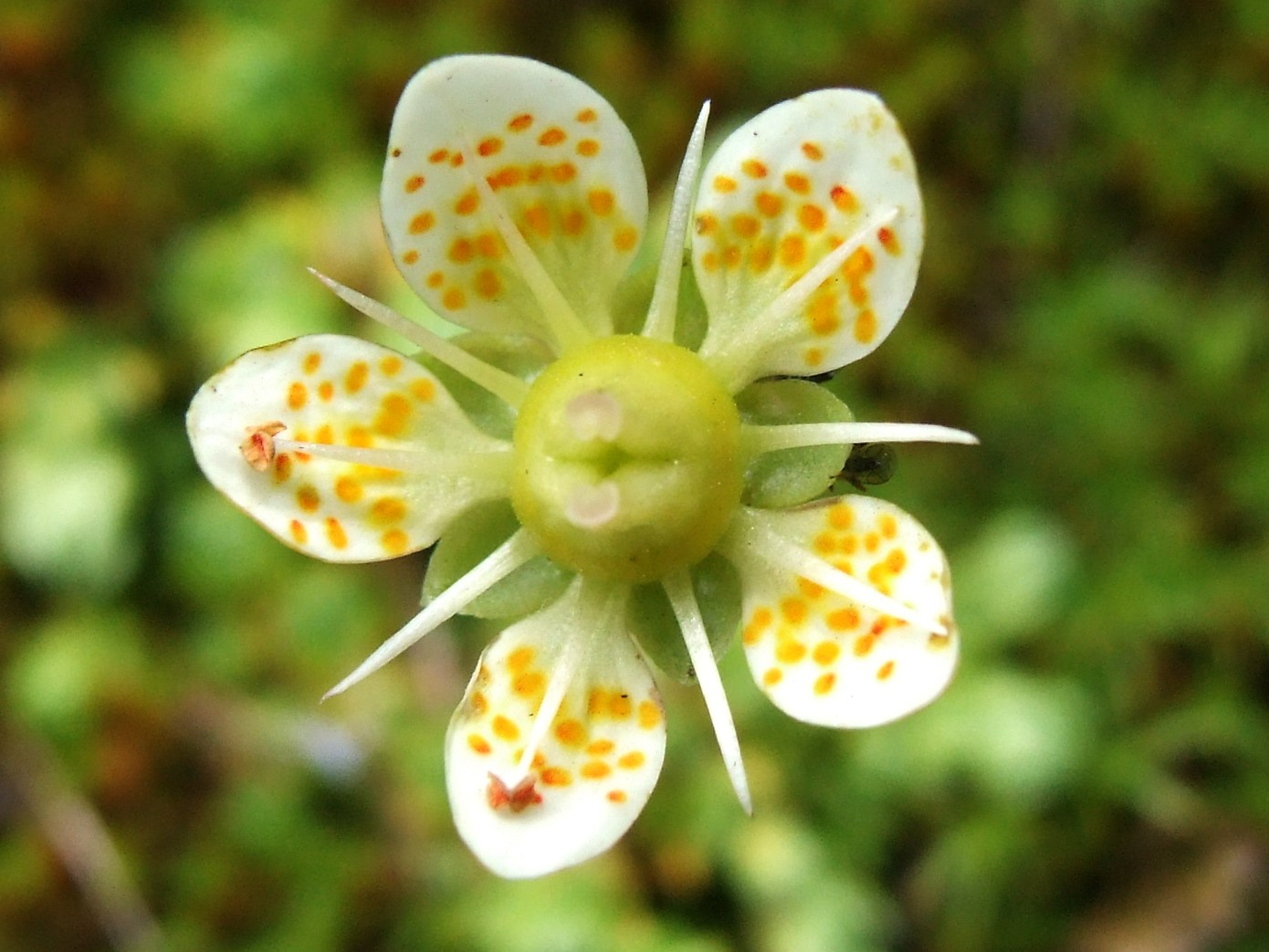
Saxifraga bryoides - Gele mossteenbreek
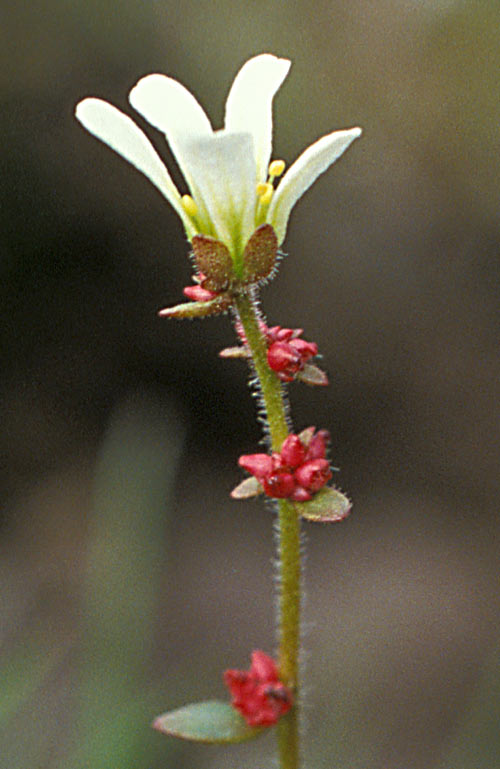
Saxifraga cernua - Knikkende steenbreek of Hangende steenbreek
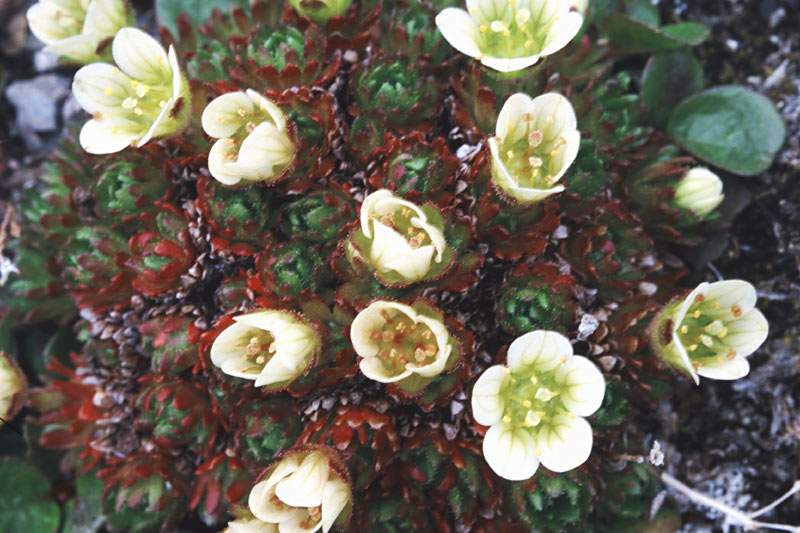
Saxifraga cespitosa - Mossteenbreek
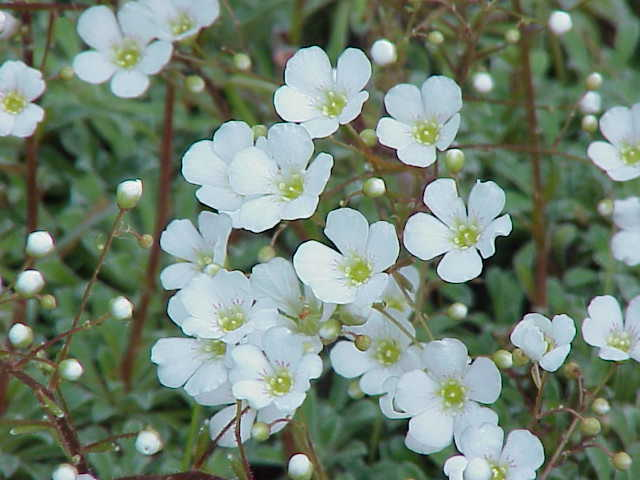
Saxifraga cochlearis - Lepeltjes steenbreek
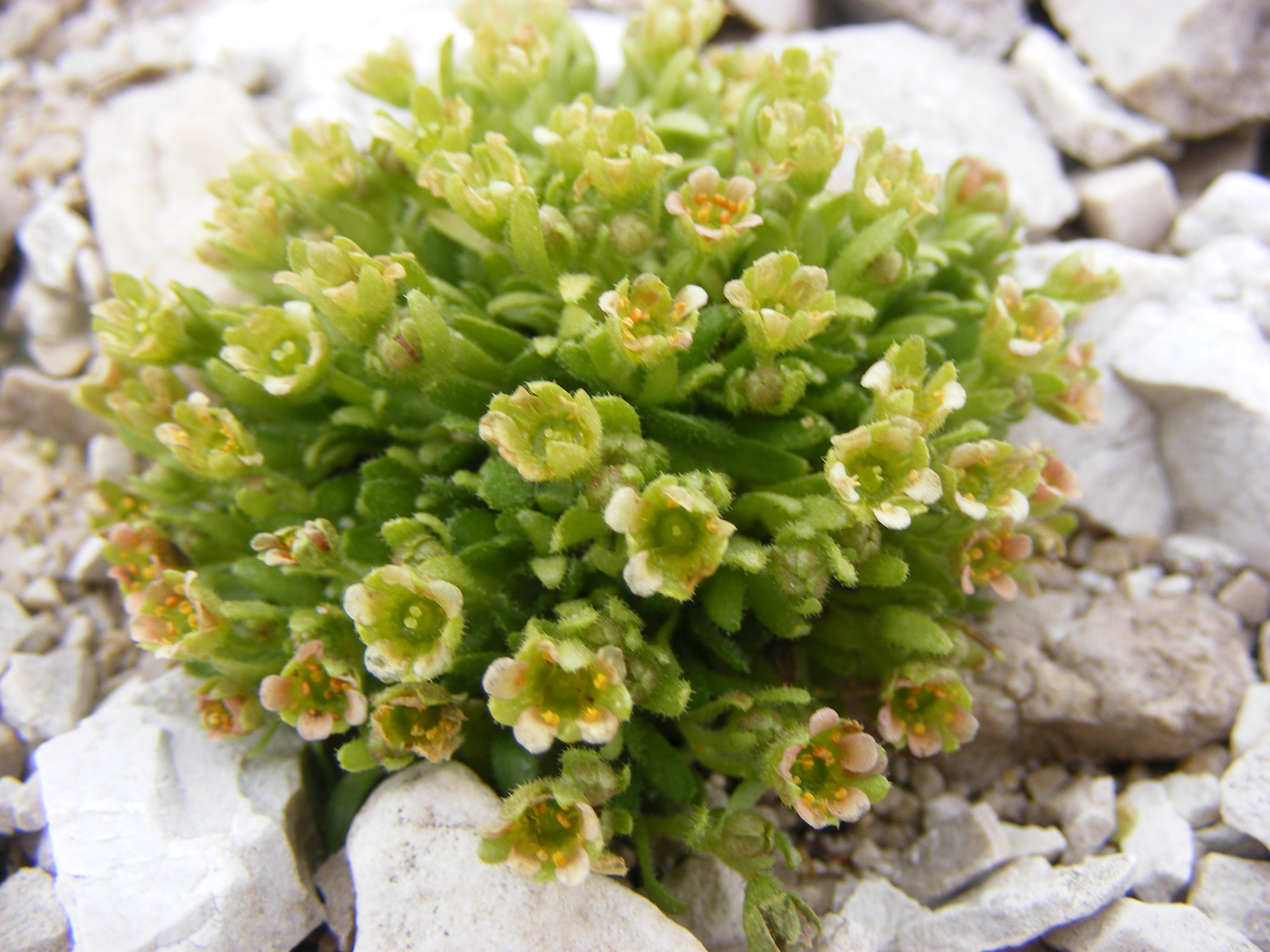
Saxifraga facchinii
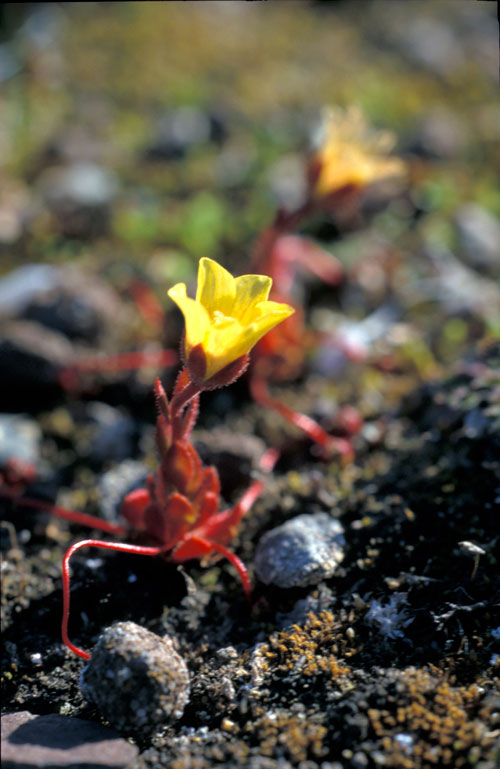
Saxifraga flagellaris -
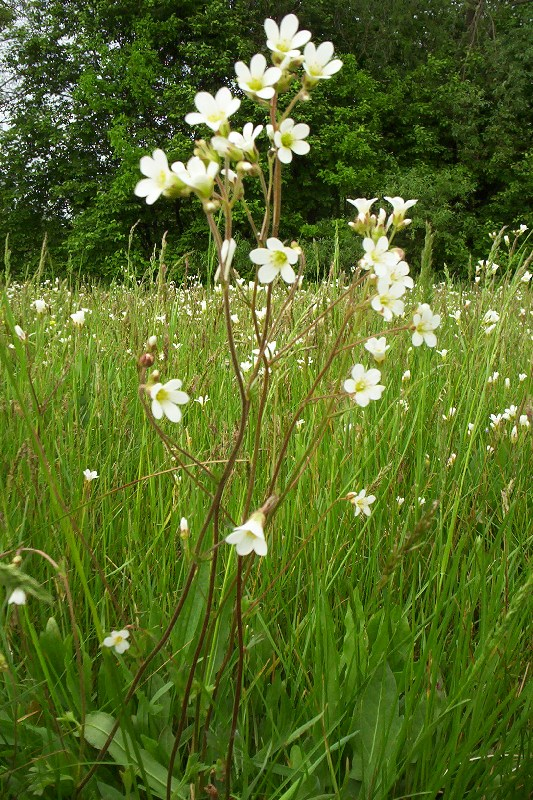
Saxifraga granulata - Knolsteenbreek
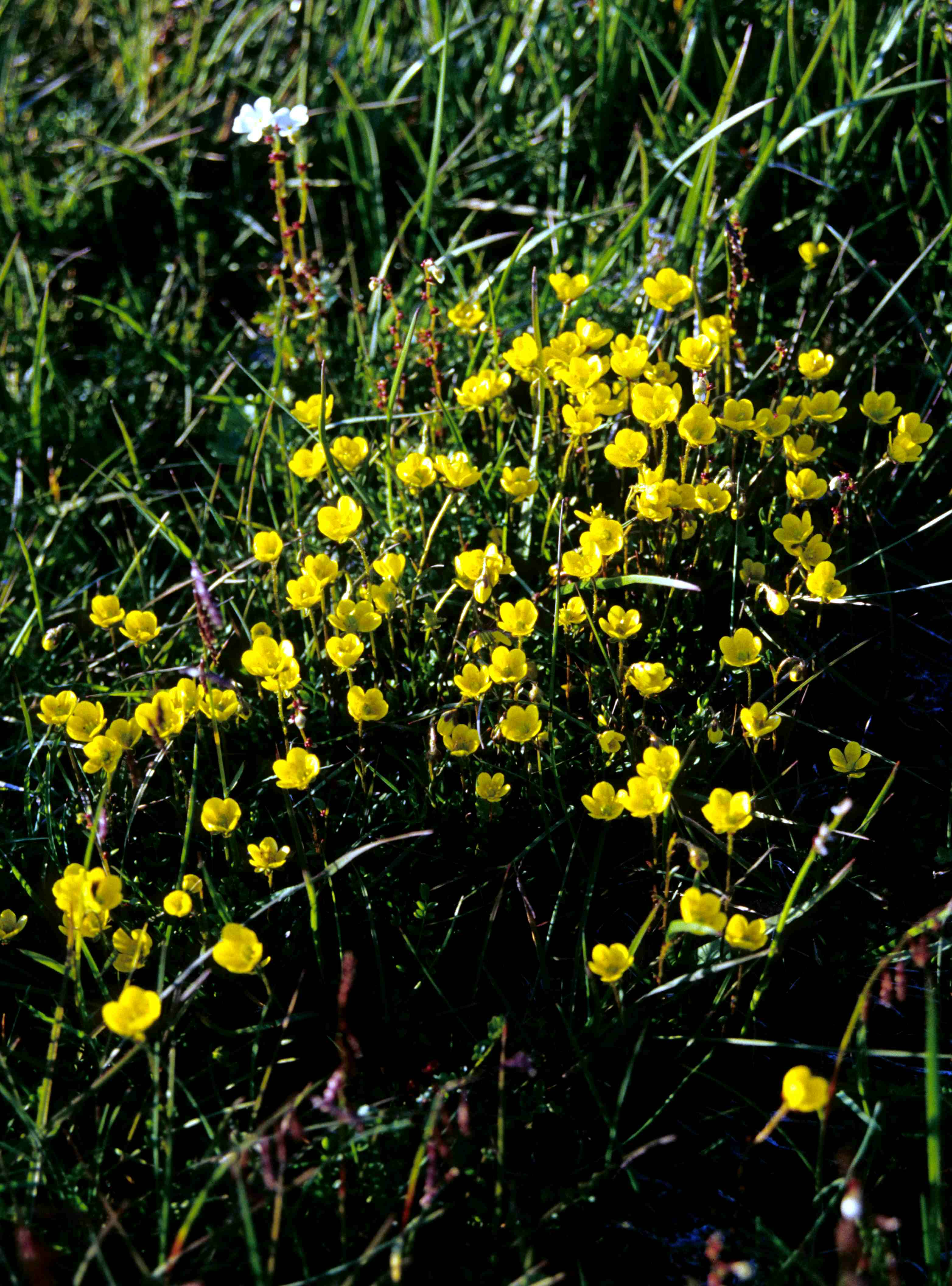
Saxifraga hirculus - Bokjessteenbreek
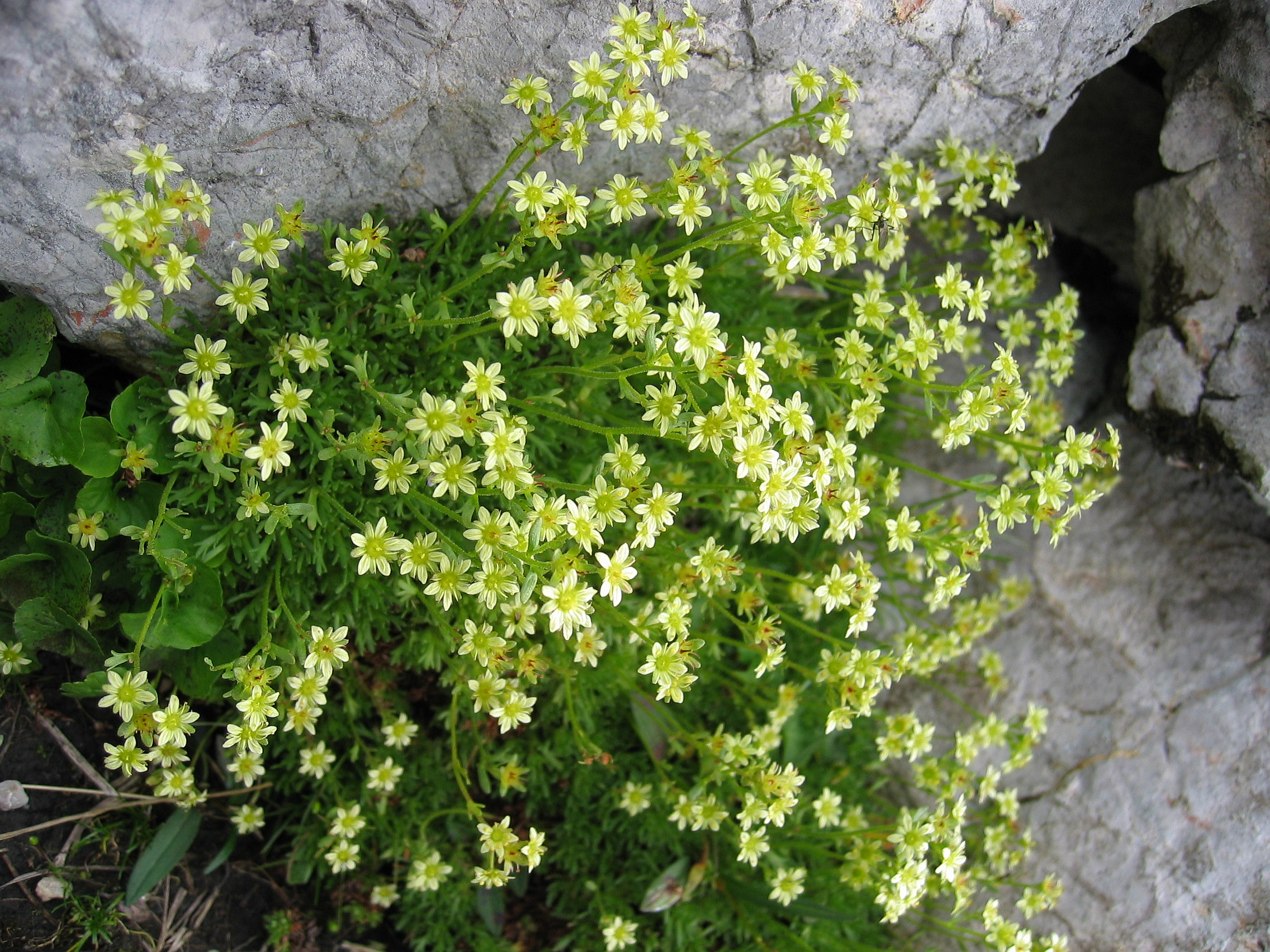
Saxifraga moschata - Muskussteenbreek
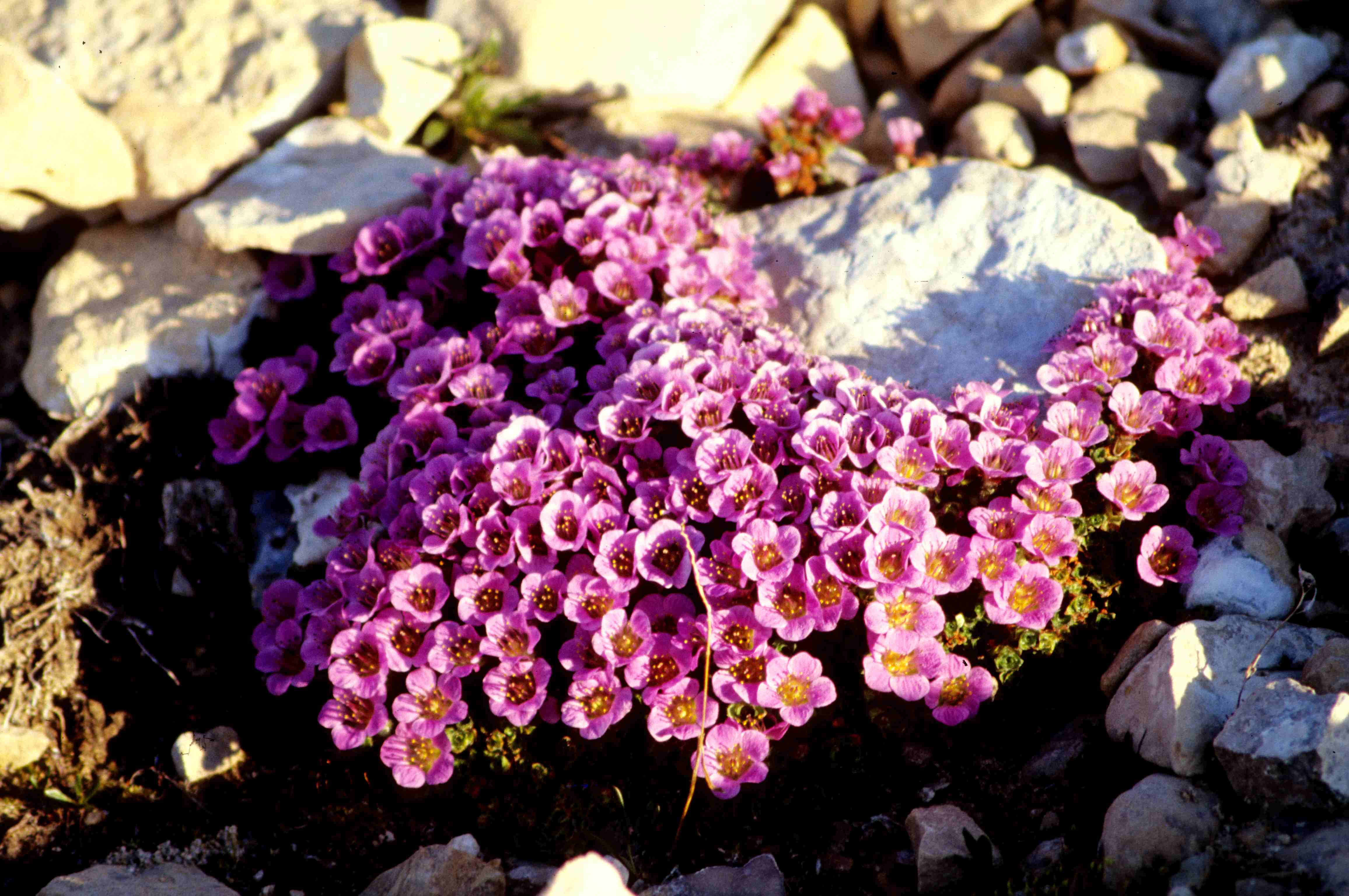
Saxifraga oppositifolia - Zuiltjessteenbreek
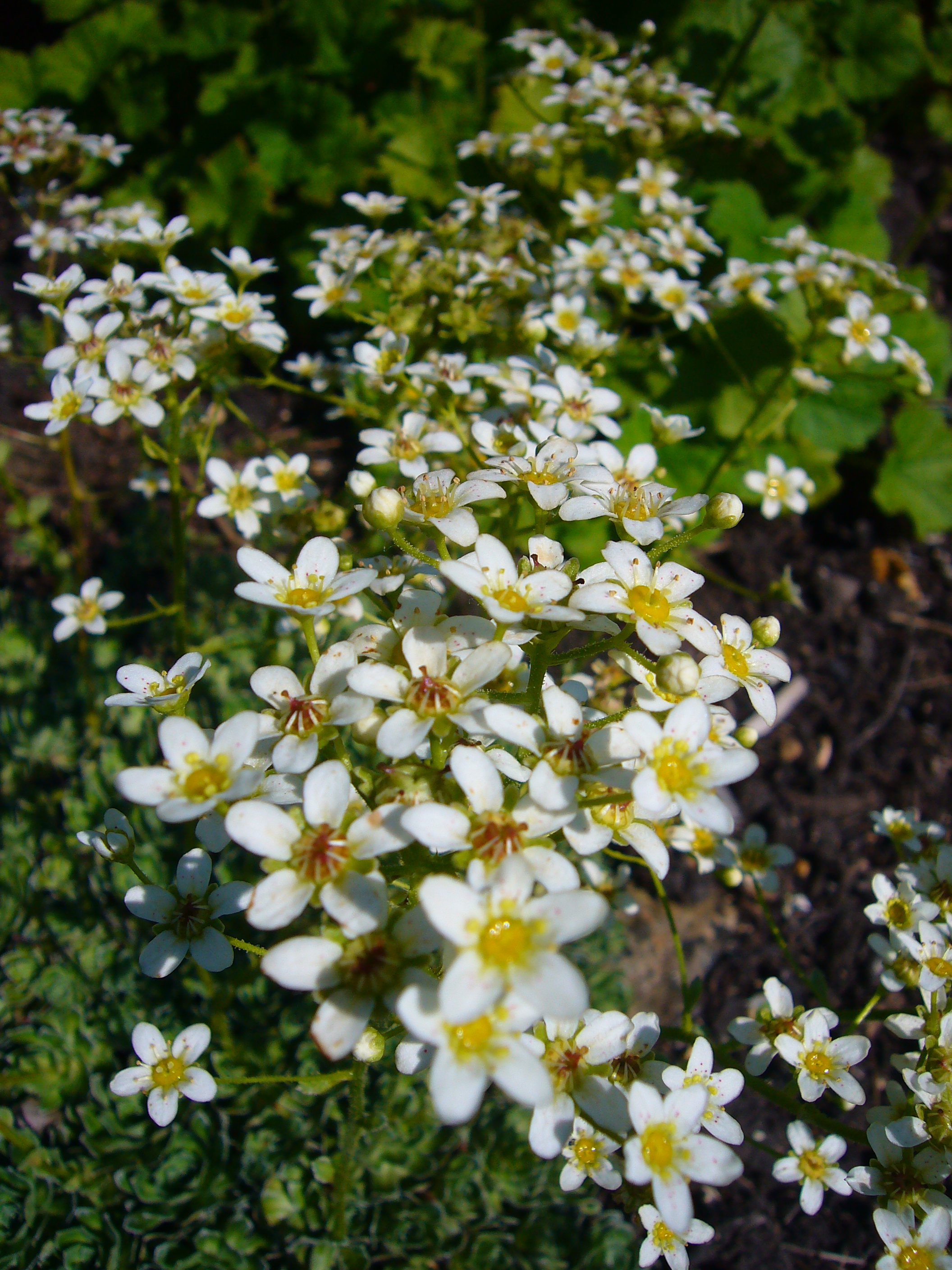
Saxifraga paniculata - Trossteenbreek
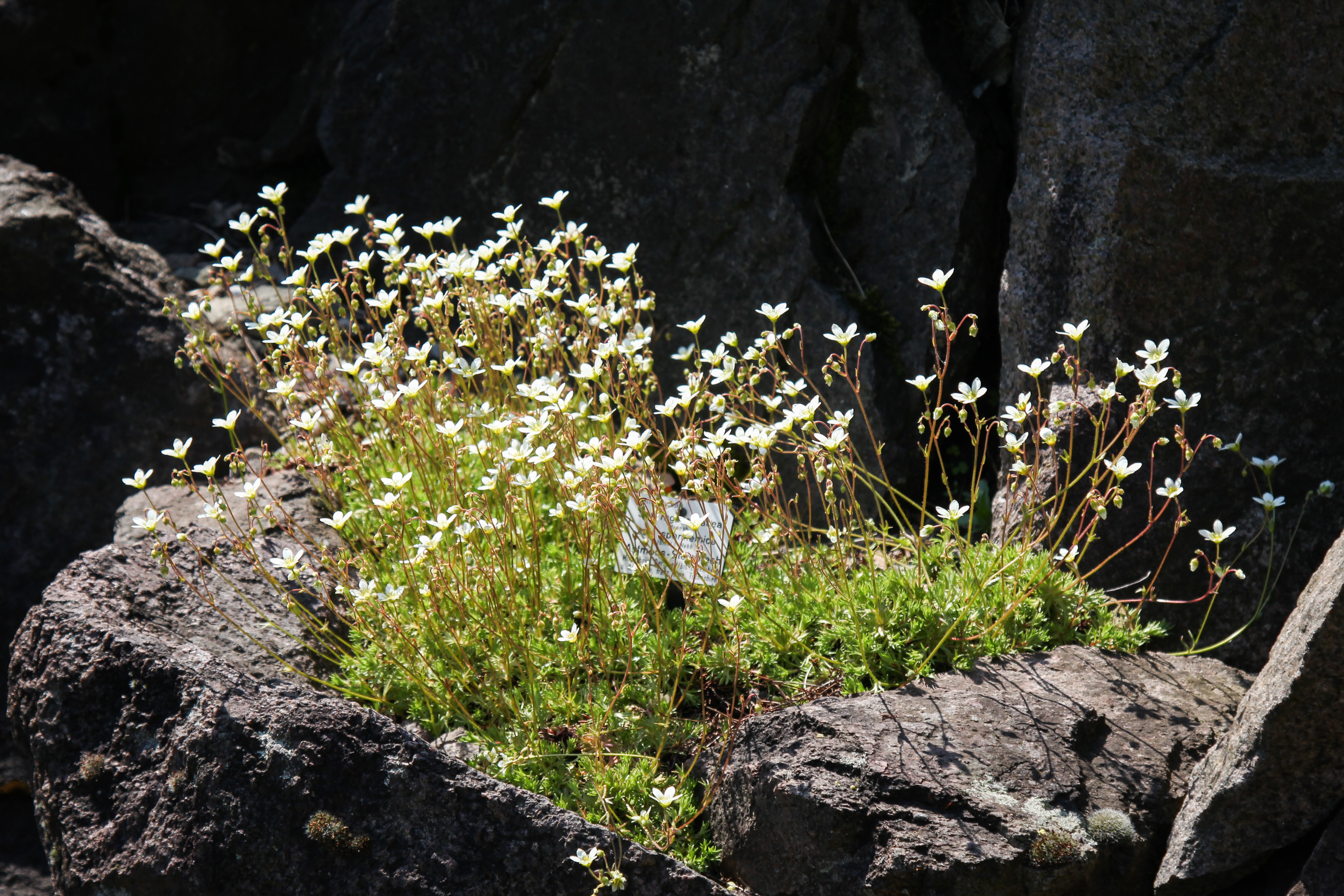
Saxifraga rosacea subsp. sponhemica - Rijnse steenbreek
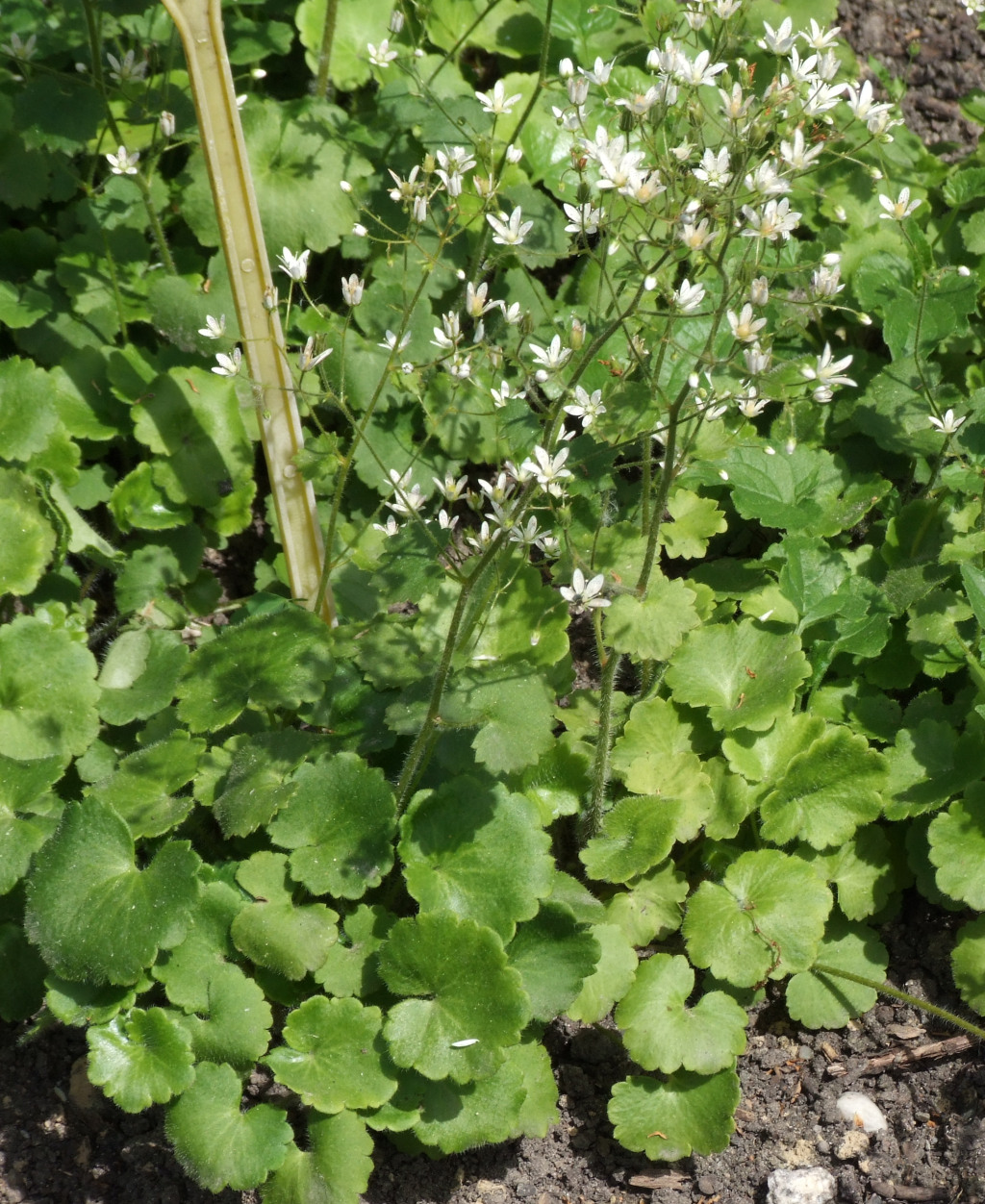
Saxifraga rotundifolia - Rondbladige steenbreek
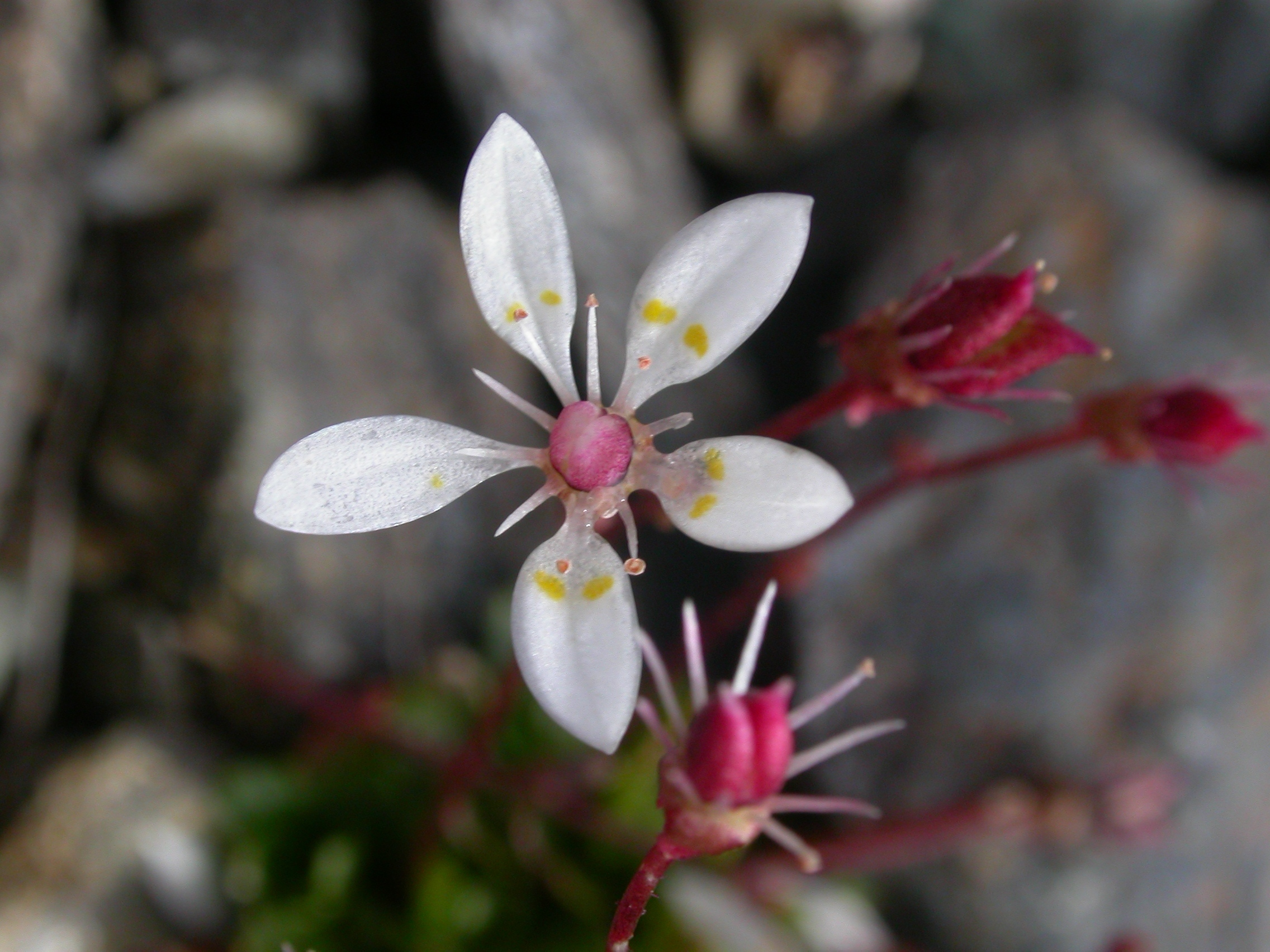
Saxifraga stellaris
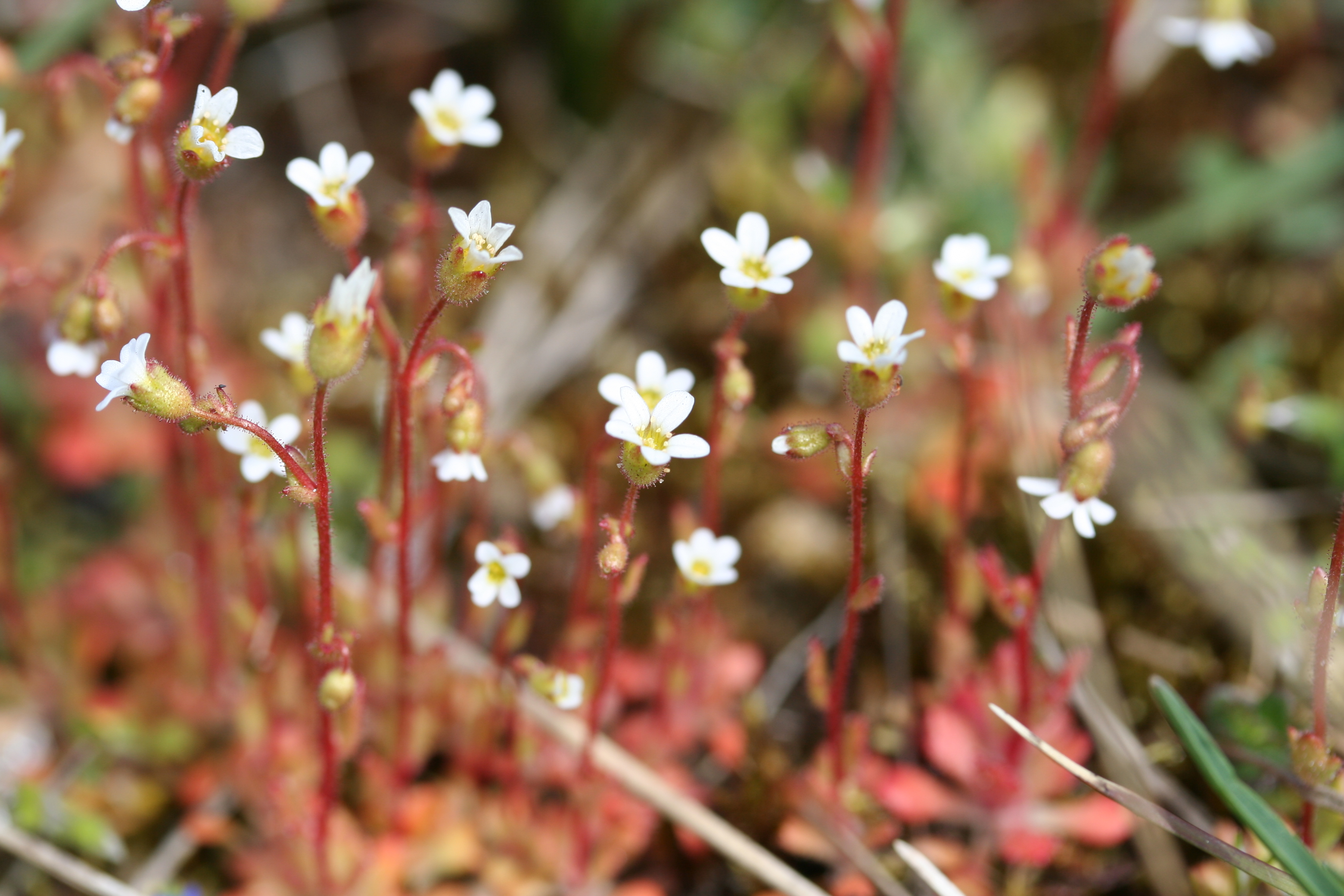
Saxifraga tridactylites - Kandelaartje

## Ecologie
De soorten worden door de larven van een aantal Lepidoptera-soorten gebruikt als waardplant, waaronder de chi-uil (Antitype chi) en de nunvlinder (Orthosia gothica).

## Toepassingen
Veel soorten zijn populair zowel in de tuin als als kamerplant.
... · 
S. aizoides (Gele bergsteenbreek) · 
S. bryoides · 
S. cernua (Knikkende steenbreek) · 
S. facchinii · 
S. granulata (Knolsteenbreek) · 
S. hypnoides (Mossteenbreek) · 
S. nathorstii · 
S. oppositifolia (Zuiltjessteenbreek) · 
S. paniculata (Trossteenbreek) · S. tridactylites (Kandelaartje) · 
S. rosacea (Roosjessteenbreek) · 
S. rosacea subsp. sponhemica (Rijnse steenbreek) · 
S. rotundifolia (Rondesteenbreek) · 
S. umbrosa (Schildersverdriet)
...
... · Astilbe · Bergenia · Chrysosplenium (Goudveil) · Heuchera · Saxifraga (Steenbreek) · ...